# 岩尾良二
岩尾 良二（いわお りょうじ　1948年1月6日 - ）は、日本の男性ナレーター。北海道出身。

## 人物
- 北海道函館東瀬棚（現：瀬棚町）生まれ。川山海と、自然がいっぱいのところで幼少時代を過ごす。幼い頃は体が弱く、無口な少年だった[1]。

## 特色
- サラリーマン生活を2年ほど経験して、皿洗いのアルバイトなどをしながらフリーでアナウンス関係の仕事を始める。圭三プロダクションに所属し、ナレーター・リポーター・司会で活躍、その後独立[2]。

## 出演

### ナレーター
- 『笑ってる場合ですよ』　1980年 - 1982年
- 『アイドルパンチ』　1981年 - 1985年
- 『ニュースステーション』　（金曜チェック）　1985年 - 1988年
- 『午後は○○おもいッきりテレビ』　1987年 - 2007年
- 『ビートたけしのお笑いウルトラクイズ』（第3回）　1990年
- 『筑紫哲也ニュース23』TBS
- 『すばらしき仲間』TBS
- 『サンデーモーニング』TBS
- 『そこが知りたい』TBS
- 『トゥナイト』テレビ朝日
- 『さそわれて二人旅』テレビ朝日
- 特番『これがカリブだ！』テレビ朝日
- 『ご存じ女ねずみ小僧』テレビ朝日
- 『愛ある街へ』テレビ東京
- 『外国人ものしり対象』テレビ東京
- 『山城新伍の結婚志願ショー』テレビ東京
- 『時代劇を100倍楽しく見る方法』NHK
- 『ジミーバラードGOLFレッスン』NHK
- 『兼高かおるの世界は歌っている』FM東京
- 『小説吉田学校』東宝映画

### 生CM
- 『デミュートサンスター（ルックルックこんにちは）』NTV

### リポーター
- 『ルックルックこんにちは』NTV
- 『3時にあいましょう』TBS
- 『八甲田山死の彷徨スペシャル』テレビ東京
- 『網走刑務所24時』テレビ東京
- 『麻薬Gメンを追う！』テレビ東京

### MC
- 『ピンクレディ歌謡飛んでけ'78』テレビ朝日

### 講演
- 『親と子の円滑なコミュニケーションを取る方法』浦和市教育委員会3館合同事業講演　1998年2月
- 『話と言葉』曹洞宗 北海道管区主催「現職研修会」　1999年8月
- 『「番組制作とタレント」（ナレーター）の役割』立正大学特別講師　文学部社会課ゼミナール　1999年11月
- 『全国メンズスタイリスト・エキスパートインストラクター』アオキインターナショナル　2004年8月5～6日
- 『プロの仕事とは～スターの気配りに見る、真の接遇（サービス）』(有)ケアステーションせたな　2015年10月17日